# Nizar Semaan
Nathanael Nizar Wadih Semaan (ur. 1 czerwca 1965 w Al-Hamdanijja) – iracki duchowny katolicki obrządku syryjskiego, arcybiskup Adiabene-Irbilu od 2019.

## Życiorys
Urodził się 1 czerwca 1965 w Al-Hamdanijja (Karakosz), chrześcijańskim mieście w Iraku. Wstąpił do patriarchalnego syryjskokatolickiego seminarium duchownego w Szarfet w Libanie. W latach 1986–1991 kształcił się na maronickim Uniwersytecie Ducha Świętego w Kasliku. 2 czerwca 1991 został wyświęcony na diakona przez patriarchę Antiochii Ignacego Antoniego II Hayeka. 1 listopada 1991 otrzymał święcenia kapłańskie w Karakosz z rąk biskupa pomocniczego patriarchatu Antochii Julesa Mikhaela Al-Jamila. Został inkardynowany do archieparchii Mosulu. Pełnił posługę wikariusza w parafiach w Bejrucie, a następnie w Karakosz. Od 1997 studiował w Papieskim Instytucie Wschodnim w Rzymie, gdzie w 2002 uzyskał doktorat z liturgiki na Wydziale Wschodnich Studiów Kościelnych. W latach 2005–2019 był duszpasterzem katolików obrządku syryjskiego w Wielkiej Brytanii.
Synod biskupów Kościoła syryjskokatolickiego wybrał go na urząd arcybiskupa-koadiutora Mosulu. Decyzję tę zatwierdził 27 marca 2019 papież Franciszek. Sakrę biskupią otrzymał z rąk patriarchy Antiochii Ignacego Józefa III Younana 7 czerwca 2019, w kościele Niepokalanego Poczęcia w Karakosz. Współkonsekrowali go arcybiskup Mosulu Youhanna Boutros Moshe oraz arcybiskup Bagdadu Ephrem Yousif Abba Mansoor.
28 czerwca 2019 został wybrany ordynariuszem nowo powołanej archieparchii Adiabene-Irbilu. Ingres do katedry Matki Bożej Królowej Pokoju w Irbilu odbył 24 sierpnia 2019.
Posługuje się językiem arabskim, francuskim, włoskim i angielskim.